# Лиард

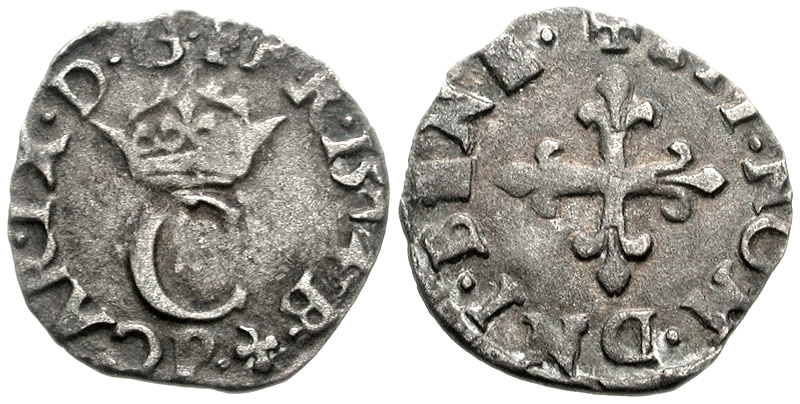
Лиард Карла IX (1560—1574)
Надпись слева: CAR • IX • D • G • FR • R
Надпись справа: SIT • NOM • DNI • BENE

Лиа́рд (фр. Liard) — французская монета XIV—XVIII веков.

## История

### Во Франции
Первоначально это была мелкая монета Дофине (историческая область, присоединённая к Франции в 1342 году), равная 3 дофинских денье. Монету чеканили из низкопробного серебра (биллона). На аверсе обычно изображался дельфин.
При Людовике XI (1461—1483) лиард стал общефранцузской монетой, равной 3 денье турнуа. Вес монеты составлял 1,2 г., проба серебра — 250-я.
Лиард регулярно чеканили до конца XVIII века, однако качество и вес монеты постоянно снижались. В середине XVI века лиард весил уже 1,06 г., а проба серебра снизилась до 188-й, при Генрихе III (1574—1589) вес почти не изменился (около 1 г.), но проба уменьшилась до 125-й.
В 1648 году был выпущен первый медный лиард весом 3,8—4 г. На одних монетах чеканили номинал 3 денье («3d»), на других — «Liard de France».
Со времен Людовика XV (1715—1774) лиард весил уже 3 г., при этом стал самой мелкой разменной монетой Франции.
Монету чеканили вплоть до введения новой монетной системы франк = 100 сантимов. Последние лиарды были изъяты из обращения в 1856 году; к этому времени лиард стоил 0,25 су.

### Другие страны
Название лиард носили также ещё несколько монет:
- Разменная монета Нидерландов, введённая императором Карлом V в XVI веке. Позже так называлась разменная монета Австрийских Нидерландов = 0,25 су = 0,042 эскалина = 0,0046 кроненталера (до оккупации революционной Францией в 1794 году).
- Разменная монета Люксембурга, равная 1⁄80 люксембургского ливра или 1⁄20 соля.
- Биллонная монета Монако («лиардо»); впервые чеканена в 1720 году.